# Bacteria divertens
Bacteria divertens är en insektsart som först beskrevs av Brunner von Wattenwyl 1907.  Bacteria divertens ingår i släktet Bacteria och familjen Diapheromeridae. Inga underarter finns listade.